# Orthocladius
Orthocladius is een muggengeslacht uit de familie van de dansmuggen (Chironomidae).

## Soorten
- O. abiskoensis Edwards, 1937
- O. albidohalteralis Malloch, 1915
- O. almskari Saether, 2004
- O. annectens Saether, 1969
- O. anteilis (Roback, 1957)
- O. appersoni Soponis, 1977
- O. ashei Soponis, 1990
- O. barbicornis (Linnaeus, 1767)
- O. bifasciatus Malloch, 1918
- O. breviseta Kieffer, 1923
- O. calvus Pinder, 1985
- O. carlatus (Roback, 1957)
- O. clarkei Soponis, 1977
- O. clepsydrus Coquillett, 1902
- O. coffmani Soponis, 1990
- O. consobrinus (Holmgren, 1869)
- O. cooki Soponis, 1977
- O. charensis Soponis, 1977
- O. decoratus (Holmgren, 1869)
- O. dentifer Brundin, 1947
- O. difficilis (Lundbeck, 1898)
- O. dorenus (Roback, 1957)
- O. dubitatus Johannsen, 1942
- O. excavatus Brundin, 1947
- O. ferringtoni Soponis, 1983
- O. frigidus (Zetterstedt, 1838)
- O. fuscimanus (Kieffer, 1908)
- O. gelidorum (Kieffer, 1923)
- O. gelidus Kieffer, 1922
- O. glabripennis (Goetghebuer, 1921)
- O. glacialis (Kieffer, 1926)
- O. groenlandensis Goetghebuer, 1933
- O. halvorseni Saether, 2004
- O. hazenensis Soponis, 1977
- O. hellenthali Soponis, 1977
- O. holsatus Goetghebuer, 1937
- O. knabeni Goetghebuer, 1933
- O. knuthi Soponis, 1977
- O. lapponicus Goetghebuer, 1940
- O. lignicola Kieffer, 1915
- O. lunzensis Dettinger-Klemm, 2001
- O. luteipes Goetghebuer, 1938
- O. maius Goetghebuer, 1942
- O. mallochi Kieffer, 1919

- O. manitobensis Saether, 1969
- O. marchettii Rossaro & Prato, 1991
- O. minutus (Zetterstedt, 1850)
- O. mixtus (Holmgren, 1869)
- O. musester Saether, 2004
- O. nanseni Kieffer, 1926
- O. nigritus Malloch, 1915
- O. nitidoscutellatus Lundström, 1915
- O. oblidens (Walker, 1856)
- O. obumbratus Johannsen, 1905
- O. olivaceus (Kieffer, 1911)
- O. oliveri Soponis, 1977
- O. pedestris Kieffer, 1909
- O. priomixtus Saether, 2004
- O. rhyacobius Kieffer, 1911
- O. rivicola Kieffer, 1911
- O. rivinus Potthast, 1914
- O. rivulorum Kieffer, 1909
- O. robacki Soponis, 1977
- O. roussellae Soponis, 1990
- O. rubicundus (Meigen, 1818)
- O. ruffoi Rossaro & Prato, 1991
- O. saxosus (Tokunaga, 1939)
- O. schnelli Saether, 2004
- O. smolandicus Brundin, 1947
- O. spitzbergensis (Kieffer, 1919)
- O. stagnicola Goetghebuer, 1948
- O. subletteorum Cranston, 1999
- O. subletti Soponis, 1977
- O. telochaetus Langton, 1985
- O. thienemanni Kieffer, 1906
- O. trigonolabis Edwards, 1924
- O. vaillanti Langton & Cranston, 1991
- O. wetterensis Brundin, 1956
- O. wiensi Saether, 1969